# Войкина, Татьяна Игоревна
Татьяна Игоревна Войкина (род. 16 октября 1981), также известна по фамилии Иванова — российская легкоатлетка, специалистка по прыжкам в длину. Выступала на профессиональном уровне в 1998—2011 годах, член сборной России, призёрка первенств всероссийского значения, участница ряда крупных международных стартов, в том числе чемпионата Европы в помещении в Турине. Представляла Санкт-Петербург. Мастер спорта России международного класса.

## Биография
Татьяна Войкина родилась 16 октября 1981 года.
Занималась лёгкой атлетикой в Санкт-Петербурге под руководством заслуженного тренера России Валерия Моисеевича Метельского.
Впервые заявила о себе в сезоне 1998 года, когда на юношеском всероссийском первенстве в Липецке выиграла серебряную медаль в прыжках в длину и стала четвёртой в тройных прыжках. Впоследствии неоднократно пропадала в число призёров на различных юниорских и молодёжных стартах.
В 2003 году вошла в состав российской национальной сборной и выступила на молодёжном европейском первенстве в Быдгоще, где с результатом 6,39 заняла в прыжках в длину седьмое место.
В 2004 году в той же дисциплине была девятой на зимнем чемпионате России в Москве, показала 11-й результат на летнем чемпионате России в Туле.
В 2005 году стала пятой на зимнем чемпионате России в Волгограде и шестой на летнем чемпионате России в Туле, завоевала серебряную награду на Кубке России в Туле.
В 2006 году заняла пятое место на зимнем чемпионате России в Москве, закрыла десятку сильнейших на летнем чемпионате России в Туле.
В 2009 году на зимнем чемпионате России в Москве выиграла серебряную медаль в прыжках в длину, уступив только Ольге Кучеренко из Волгограда. Представляла страну на чемпионате Европы в помещении в Турине — в финале с результатом 6,57 стала пятой.
В 2010 году была восьмой на зимнем чемпионате России в Москве и шестой на летнем чемпионате России в Саранске.
Завершила спортивную карьеру по окончании сезона 2011 года.
За выдающиеся спортивные достижения удостоена почётного звания «Мастер спорта России международного класса».